# Bridgeman Art Library
Die Bridgeman Art Library ist eines der weltweit größten Bildarchive für Reproduktionen von Werken der Kunst mit Sitz in London. Es wurde 1972 von Harriet Bridgeman gegründet und soll die gesamte Menschheits- und Kunstgeschichte abdecken. 